# Amarume
Amarume (余目町 Amarume-machi?) era un pueblo ubicado en el distrito de Higashitagawa, prefectura de Yamagata, Japón.
El 1 de julio de 2005, Amarume, junto con la ciudad de Tachikawa (también del distrito de Higashitagawa), se fusionaron para crear la ciudad de Shōnai.

## Ciudades hermanas
- Korsákov,  Rusia[1]